# آنتونی لیستوسکی
آنتونی لیستوسکی (لهستانی: Antoni Listowski); (۲۹ مارس ۱۸۶۵ – ۱۳ سپتامبر ۱۹۲۷) یک نظامی اهل لهستان بود که پیش از استقلال لهستان در نیروی زمینی ارتش امپراتوری روسیه درجه سرلشکری داشت و پس از تأسیس جمهوری دوم لهستان به ارتش این کشور پیوست و در جنگ شوروی و لهستان شرکت کرد.
لشکر ۹ پیاده‌نظام (لهستان) به فرماندهی لیستوسکی بود که توانست در مارس ۱۹۱۹ میلادی پینسک (بلاروس) را فتح کند. در آوریل همان سال نیروهای او در این شهر کشتار پینسک را مرتکب شدند که در آن ۳۵ یهودی مظنون به طرفداری از بلشویک‌ها جان خود را از دست دادند. هرچند که این کشتار با دستور یک افسر دیگر با نام الکساندر ناربوت-ووچینسکی انجام شده بود و لیستوسکی نقش مستقیمی در آن نداشت اما او نیز پس از آن، این کشتار را تأیید نمود.